# Zápas na Letních olympijských hrách 1980 – muži, volný styl nad 100 kg
Zápas ve volném stylu ve váhové kategorii nad 100 kg probíhal na Letních olympijských hrách 1980 v Moskvě, v atletické hale CSKA Moskva. O medaile se utkalo celkem 12 zápasníků.

## Turnajové výsledky
Za prohru zápasníci získávají záporné body. 6 bodů vyřazuje zápasníka z dalších bojů. Poté, co zbývají poslední tři borci, utkají se tito ve finálovém kole o medaile.
Legenda
- TF — Lopatkové vítězství
- IN — Vítězství pro soupeřovo zranění
- DQ — Vítězství pro soupeřovu pasivitu
- D1 — Vítězství pro soupeřovu pasivitu, vítěz taktéž napomínán
- D2 — Oba zápasníci diskvalifikováni pro pasivitu
- FF — Kontumační vítězství
- DNA — Soupeř nenastoupil
- TPP — Trestné body celkem
- MPP — Trestné body za zápas

Sankce
- 0 - Lopatkové vítězství, technická převaha, pro pasivitu, zranění soupeře, nenastoupení
- 0,5 - Výhra na body, 8-11 bodů rozdíl
- 1 - Výhra na body, 1-7 bodů rozdíl
- 2 - Výhra pro pasivitu, vítěz taktéž napomínán
- 3 - Prohra na body, 1-7 body rozdíl
- 3,5 - Prohra na body, 8-11 bodů rozdílu
- 4 - Prohra lopatková, technickou převahu, pro pasivitu, zranění, nenastoupení

### Kolo 1
| TPP | MPP |                       | Score     |                       | MPP | TPP |
| --- | --- | --------------------- | --------- | --------------------- | --- | --- |
| 1   | 1   | Miguel Zambrano (PER) | 11 - 5    | Mathew Clempner (GBR) | 3   | 3   |
| 4   | 4   | Arturo Díaz (CUB)     | TF / 1:15 | Adam Sandurski (POL)  | 0   | 0   |
| 0.5 | 0.5 | Mamadou Sakho (SEN)   | 10 - 1    | Odnoin Bakhyt (MGL)   | 3.5 | 3.5 |
| 3   | 3   | Roland Gehrke (GDR)   | 5 - 7     | Soslan Andijev (URS)  | 1   | 1   |
| 4   | 4   | Petar Ivanov (BUL)    | DQ / 8:37 | József Balla (HUN)    | 0   | 0   |
| 4   | 4   | Youssef Dibo (SYR)    | DQ / 6:29 | Andrei Ianko (ROU)    | 0   | 0   |

### Kolo 2
| TPP | MPP |                       | Score     |                      | MPP | TPP |
| --- | --- | --------------------- | --------- | -------------------- | --- | --- |
| 5   | 4   | Miguel Zambrano (PER) | DQ / 5:46 | Arturo Díaz (CUB)    | 0   | 4   |
| 7   | 4   | Mathew Clempner (GBR) | TF / 1:28 | Adam Sandurski (POL) | 0   | 0   |
| 4.5 | 4   | Mamadou Sakho (SEN)   | TF / 1:05 | Roland Gehrke (GDR)  | 0   | 3   |
| 7.5 | 4   | Odnoin Bakhyt (MGL)   | TF / 0:37 | Soslan Andijev (URS) | 0   | 1   |
| 4   | 0   | Petar Ivanov (BUL)    | TF / 0:58 | Youssef Dibo (SYR)   | 4   | 8   |
| 0   | 0   | József Balla (HUN)    | DQ / 6:52 | Andrei Ianko (ROU)   | 4   | 4   |

### Kolo 3
| TPP | MPP |                       | Score     |                      | MPP | TPP |
| --- | --- | --------------------- | --------- | -------------------- | --- | --- |
| 9   | 4   | Miguel Zambrano (PER) | TF / 2:06 | Adam Sandurski (POL) | 0   | 0   |
| 8   | 4   | Arturo Díaz (CUB)     | IN / 2:43 | Mamadou Sakho (SEN)  | 0   | 4.5 |
| 4   | 1   | Roland Gehrke (GDR)   | 5 - 3     | Petar Ivanov (BUL)   | 3   | 7   |
| 1   | 0   | Soslan Andijev (URS)  | DQ / 4:55 | József Balla (HUN)   | 4   | 4   |
| 4   |     | Andrei Ianko (ROU)    |           | Bye                  |     |     |

### Kolo 4
| TPP | MPP |                     | Score     |                      | MPP | TPP |
| --- | --- | ------------------- | --------- | -------------------- | --- | --- |
| 8   | 4   | Andrei Ianko (ROU)  | TF / 5:01 | Adam Sandurski (POL) | 0   | 0   |
| 8.5 | 4   | Mamadou Sakho (SEN) | TF / 0:40 | Soslan Andijev (URS) | 0   | 1   |
| 7   | 3   | Roland Gehrke (GDR) | 4 - 6     | József Balla (HUN)   | 1   | 5   |

### Finále
Výsledky z předchozích kol se započítávají do finále (žlutě zvýrazněno).
| TPP | MPP |                      | Score     |                      | MPP | TPP |
| --- | --- | -------------------- | --------- | -------------------- | --- | --- |
|     | 0   | Soslan Andijev (URS) | DQ / 4:55 | József Balla (HUN)   | 4   |     |
|     | 3   | Adam Sandurski (POL) | 3 - 6     | Soslan Andijev (URS) | 1   | 1   |
| 5   | 1   | József Balla (HUN)   | 4 - 4     | Adam Sandurski (POL) | 3   | 6   |

## Finálové pořadí
1. Soslan Andijev (URS)
2. József Balla (HUN)
3. Adam Sandurski (POL)
4. Roland Gehrke (GDR)
5. Andrei Ianko (ROU)
6. Mamadou Sakho (SEN)
7. Petar Ivanov (BUL)
8. Arturo Díaz (CUB)